# 開福寺

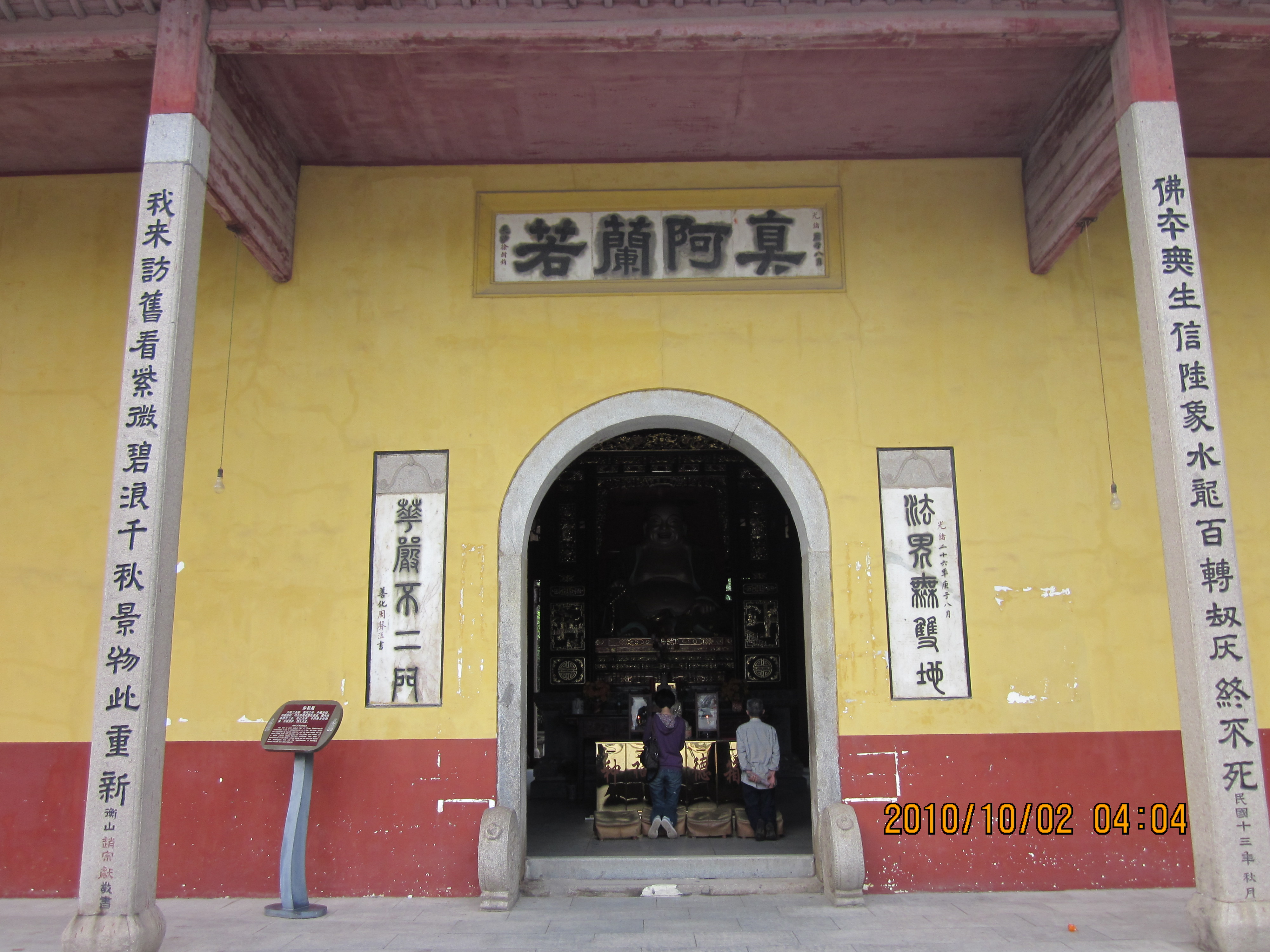
弥勒殿。

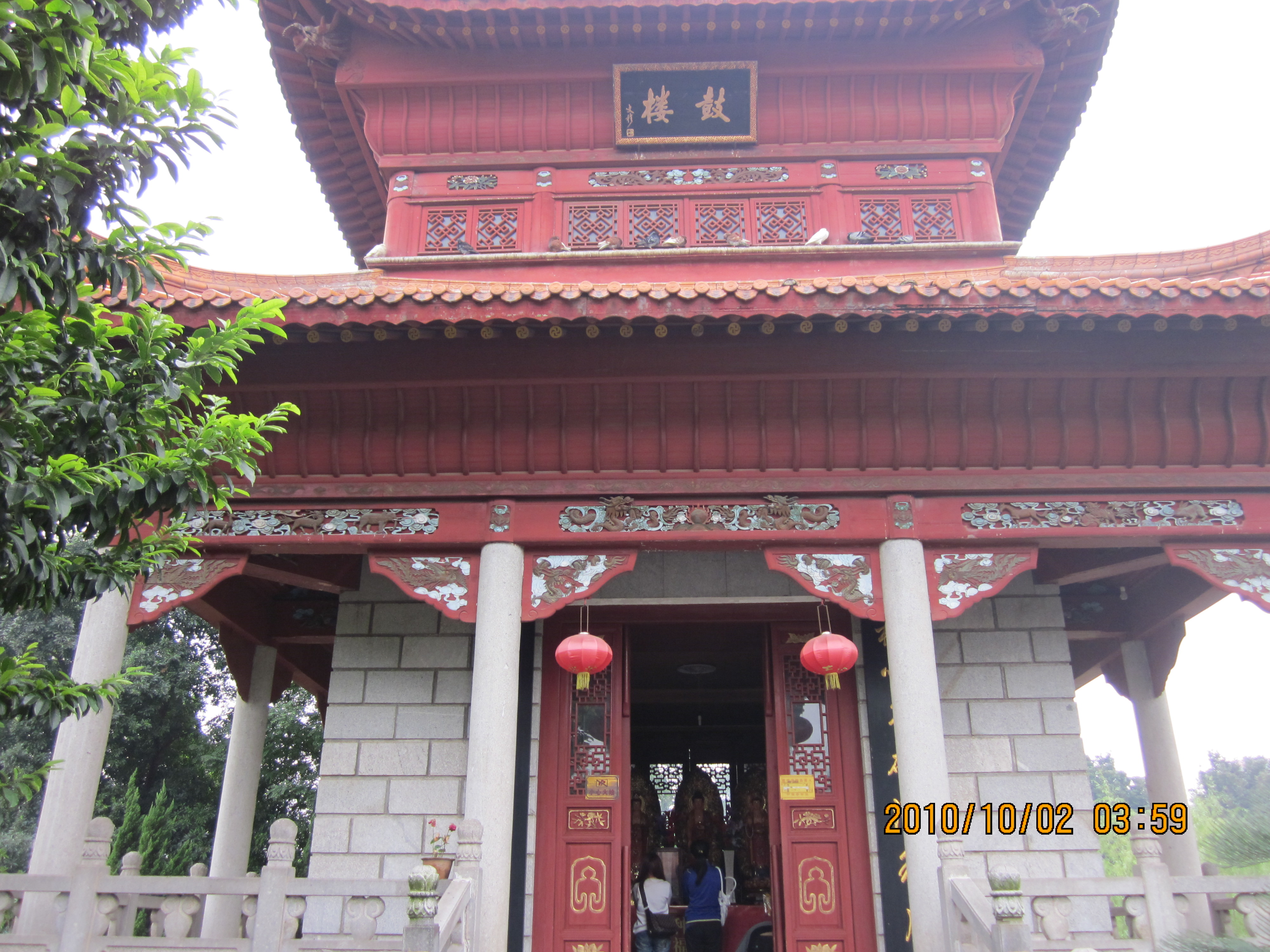
鼓楼。

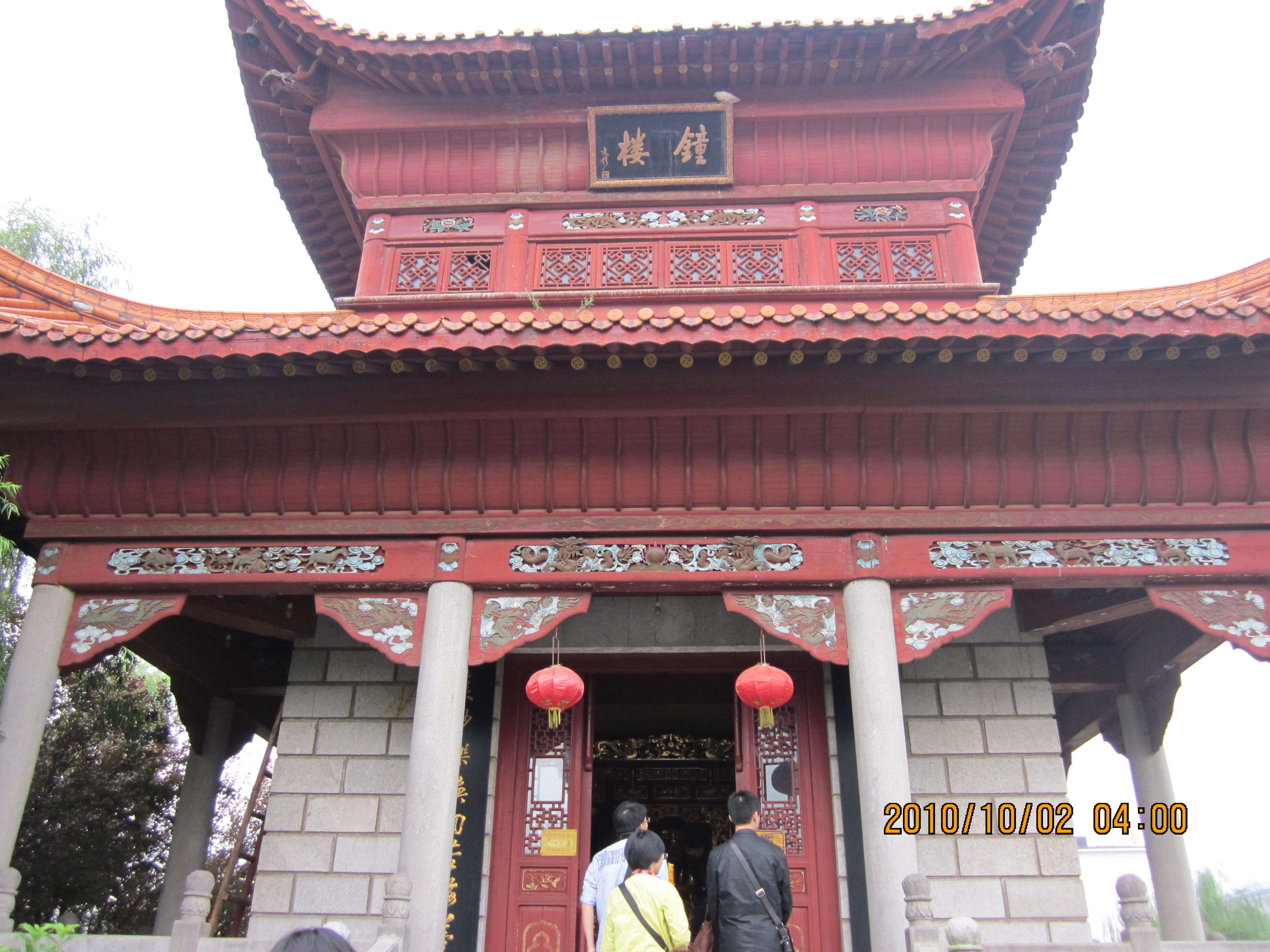
鐘楼。

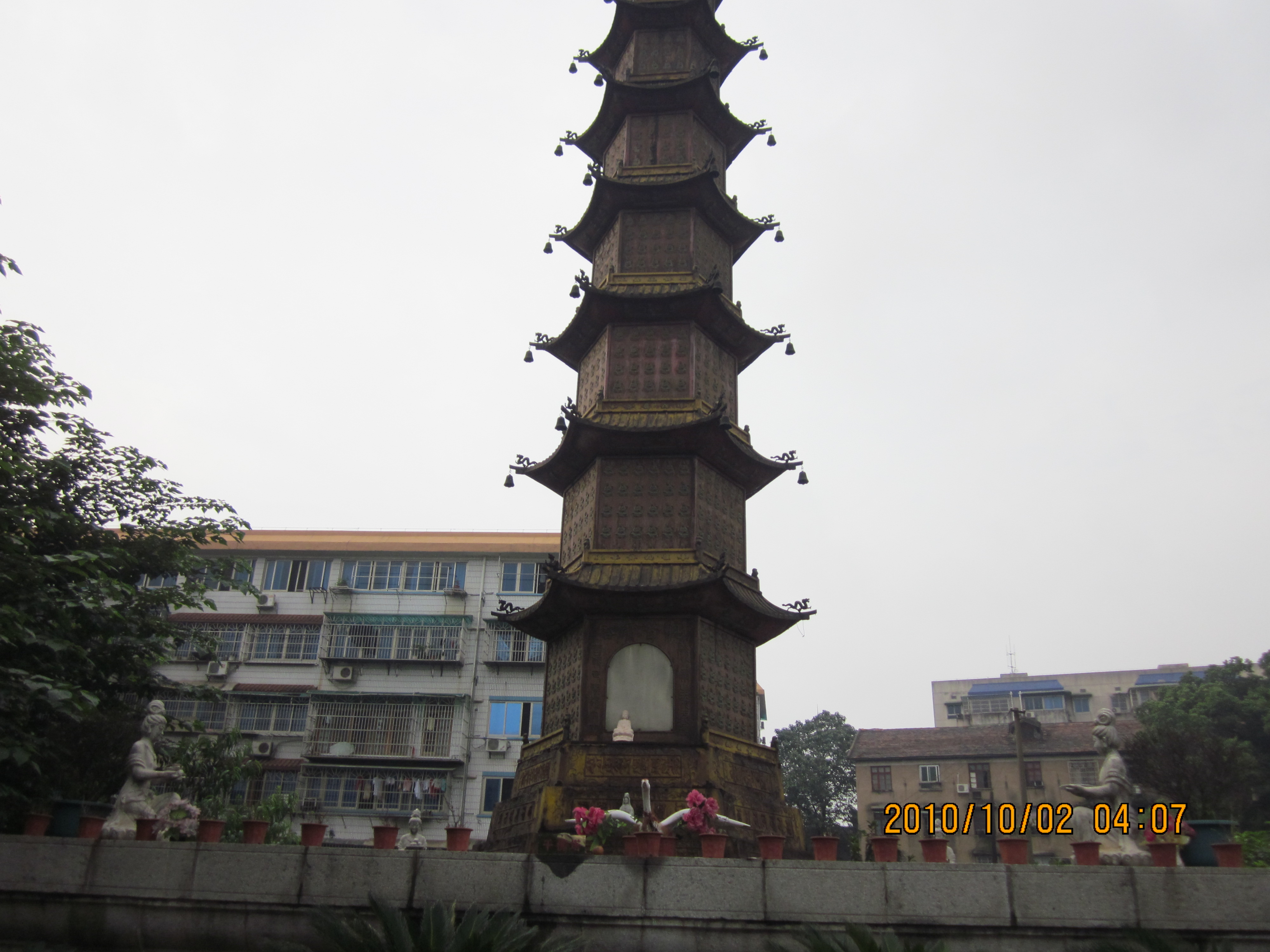
舎利塔。

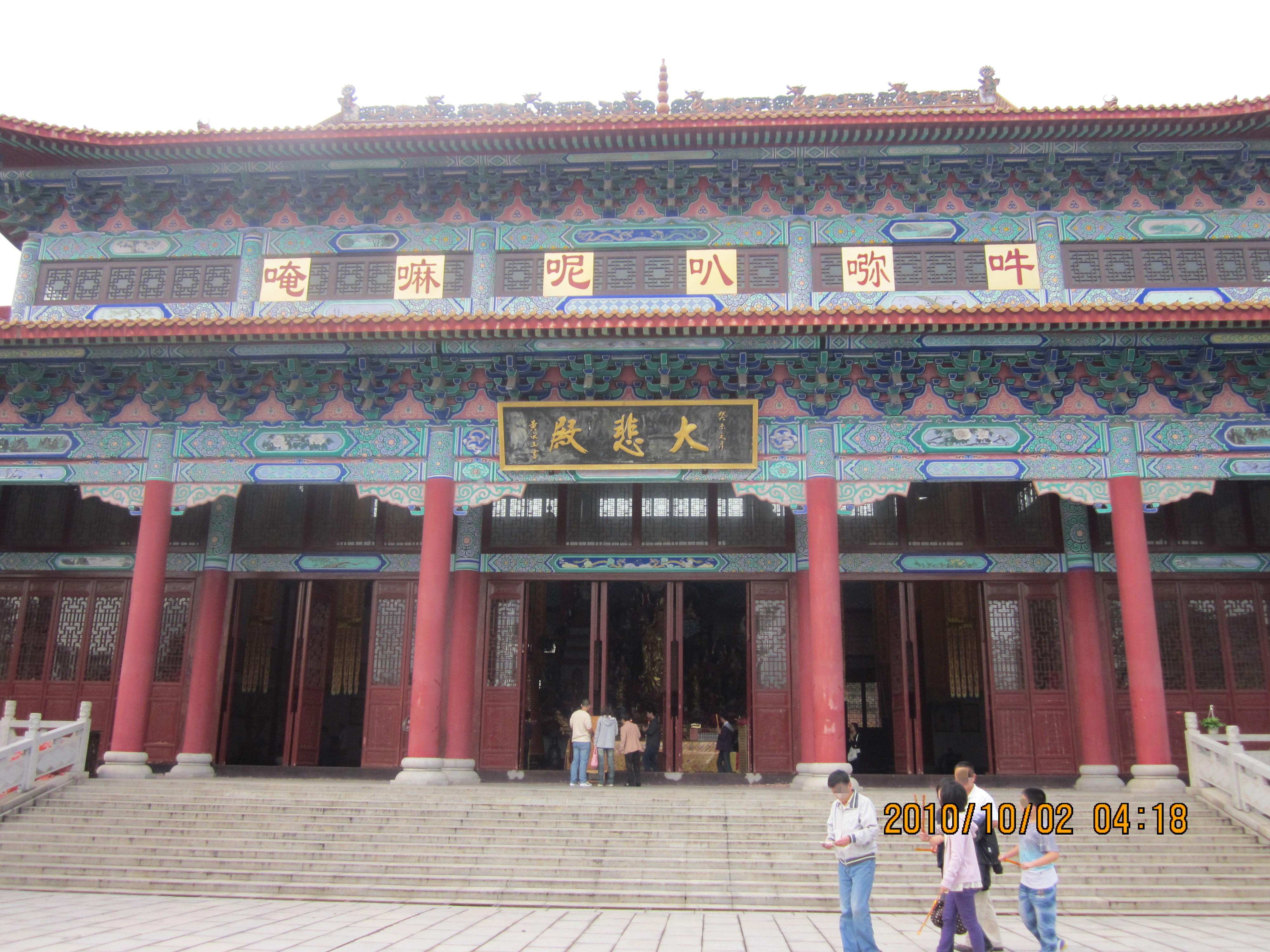
大悲殿。

開福寺（かいふくじ）は、中華人民共和国湖南省長沙市開福区にある臨済宗楊岐派の寺である。

## 歴史
五代十国時代の楚の天成2年（927年）に建立された。宋のとき、時の住持の紫珂が改修を主導した。明の洪武から嘉靖年間にかけて再び改修された。清の康熙年間、卜世龍・周召南・郎永青・李栄宗等が出資してまた改修した。1983年に漢族地区仏教全国重点寺院に指定された。同年の10月10日、第一批湖南省文物保護単位に指定された。2004年11月、湖南省仏教協会と長沙市仏教協会が寺内に設立された。

## 伽藍
- 前殿（弥勒殿）：弥勒菩薩、韋駄天、四天王
- 正殿（本堂）：釈迦、観音菩薩、阿難、大迦葉、十六羅漢
- 後殿（毘盧殿）：大日如来、五百羅漢

## 主な住僧
- 宝寧（楚、開山祖師）
- 洪蘊（宋）
- 紫珂（宋）
- 進英（宋）
- 道寧（宋）
- 守智（宋）
- 月庵善果（宋）
- 老衲祖證（宋）
- 月林師観（宋）
- 無門慧開（宋）
- 法燈覚心（日本）
- 徹當（明）
- 仏国（清）
- 寄禅（清）
- 笠雲（清）
- 海印（中華民国）
- 明真（中華人民共和国）
- 能浄（今住持）[3]